# تیم بایلی
تیم بایلی (انگلیسی: Tim Baillie؛ زادهٔ ۱۱ مهٔ ۱۹۷۹) قایقران کایاک اهل بریتانیا است.